# Ah Kin Chel

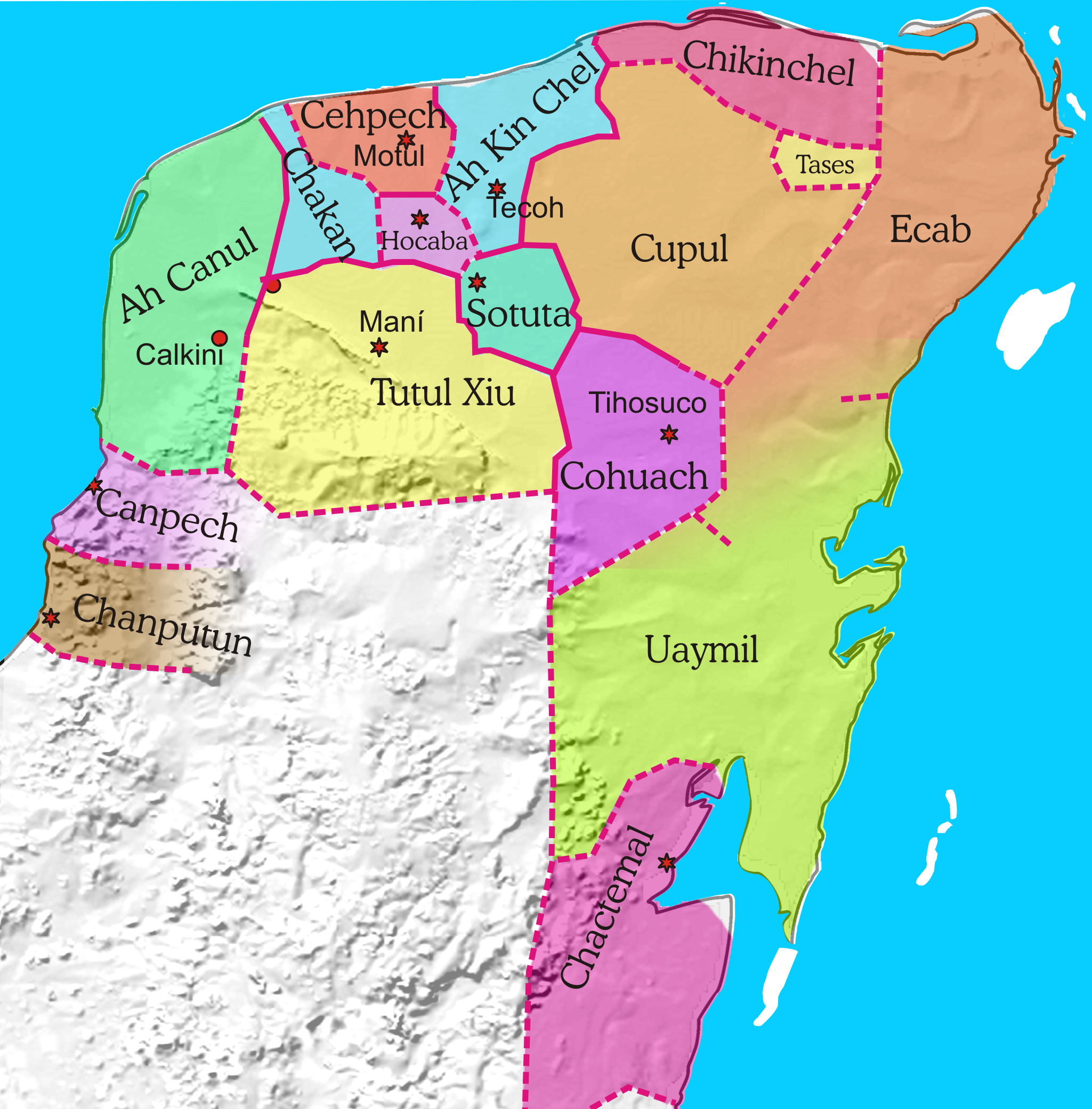
Politische Gliederung um 1500

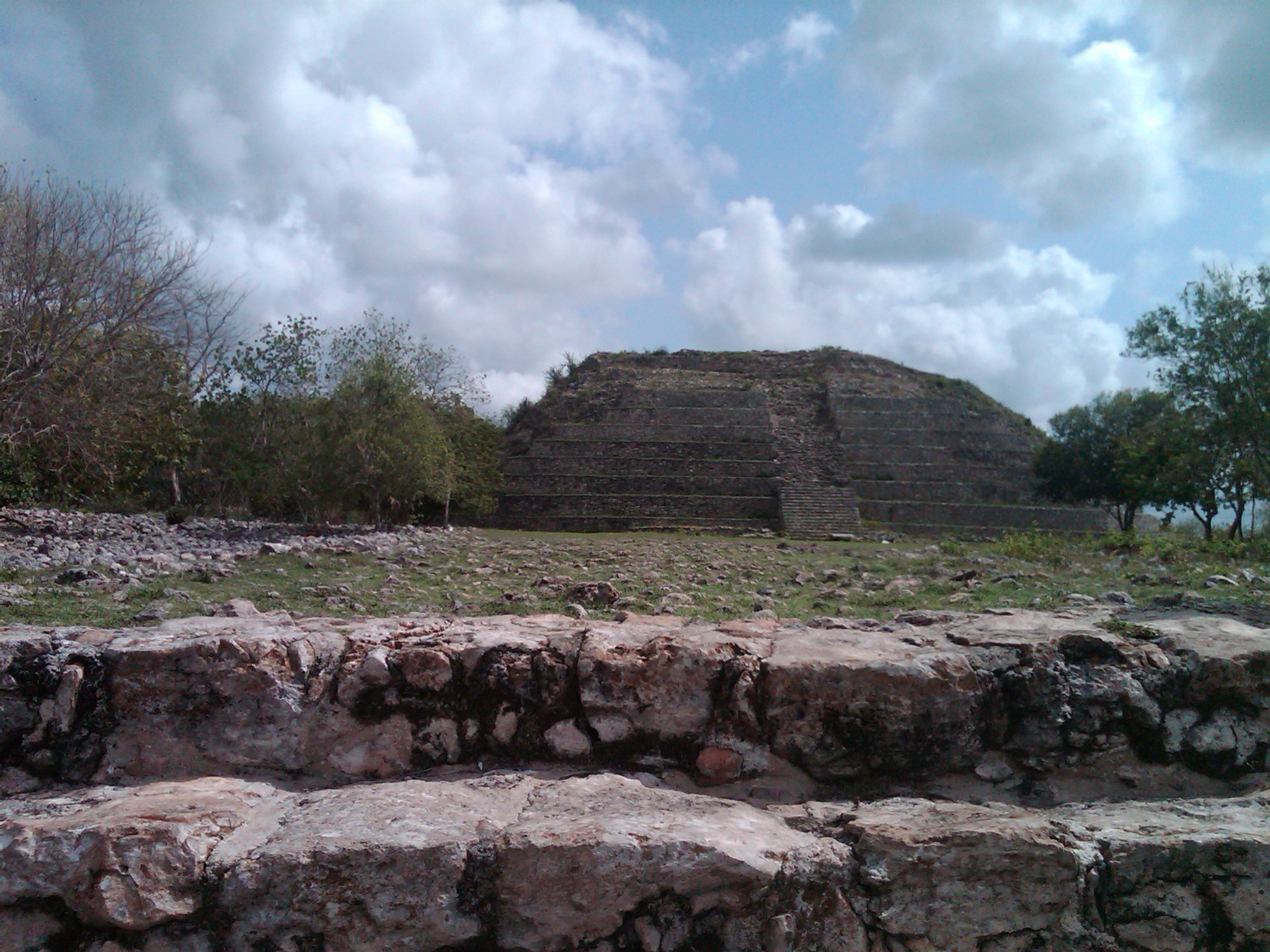
Ruinen in Izamal (2012)

Ah Kin Chel (Mayathan: Ah Kin Chʼel) war ein Fürstentum (Mayathan: cuchcabal) der Maya auf Yucatán während der Postklassik, das bis in die Zeit der Konquista Bestand hatte. 

## Beschreibung
Die Provinz Ah Kin Chel entlehnte ihre Bezeichnung nach einem gleichnamigen militärischen Führer, der nach dem Fall von Mayapán, etwa in der Mitte des 15. Jahrhunderts die dortige Territorialherrschaft etablierte. Hierbei ist Ah Kin gleichzusetzen mit Priester und Chʼel, der eigentliche Eigenname, steht für Häher, möglicherweise einen Blauraben. 
Ah Kin Chel war umgeben von den Jurisdiktionen Chepech, Hocabá, Sotuta, Cupul und Chikinchel. Der Hauptort und die gleichzeitig größte Siedlung war Tecoh. Weitere bedeutende Orte waren Sinanche, Yobain, Dzidzantun, Dzilam (Gonzales), Cansahcab, Temax, Dzoncauich, Buctzotz, Teya, Tepalam, Tekal, Tixkochoh, Tekanto, Citilcum, Kimbila, Sitilpech, Dzudzal, Chalmate, Xanaba und Kantunil. Izamal, wo imposante Steinbauten als Ruinen erhalten sind, hatte seine Bedeutung als religiöses Zentrum bereits vor dem Fall Mayapans verloren und war um 1500 nur noch ein kleines Dorf. 
Territorial erstreckte sich Ah Kin Chel über einen Küstenstreifen im mittleren Norden der Halbinsel Yukatan am Golf von Mexiko von etwa 50 km Länge und 30 km landeinwärts. Die tiefste Ausdehnung ins Landesinnere betrug auf etwa 2/5 der Breite des Küstenstreifens ca. 70 km.
Zur Zeit der Konquista regierte der Halach Huinik Namux Chel († nach 1523) in Tecoh, wirtschaftlich dominierten Fischfang, Landwirtschaft und Salzgewinnung. Die diplomatischen Beziehungen zu Hocaba waren freundlich, mit Sotuta hingegen war Ah Kin Chel verfeindet, mit Chepech und Cupul herrschte Krieg. Der herrschende Adel stellte sich den Spaniern gegenüber freundlich auf und kooperierte bei der Eroberung Yukatans. 1542 errichtete Francisco de Montejo (el sobrino) in Tecoh eine Garnison, um gegen die Cupul vorzugehen. 1581 war Tecoh verlassen. Durch die Auswirkungen der Konquista wurden 1549 nur noch 37.755 Einwohner in der spanischen Steuerliste genannt. Dennoch konnten die Herrscherfamilie und zahlreiche Adlige, wie auch in den meisten anderen Mayastädten auf Yukatan, auch nach der Eroberung und Christianisierung häufig weiterhin führende Positionen besetzen. So werden unter den Kaziken und Ortsgouverneuren der Jahre 1562 bis 1581 zahlreiche Angehörige der alten Elite, darunter Francisco und Andrés Chel in Yobain, Juan Ek und Juan Chan in Temax, Diego Balam in Buctzotz, Juan Pot in Tekano genannt.